# Merofleda
Merofleda nebo Mérofledis byla milenkou či manželkou (status není jistý) franského krále Chariberta I.
Podle Řehořovy hagiografie Historia Francorum byla dcerou česače vlny a spolu se svou sestrou Marcovefou se stala milenkou, možná i manželkou franského krále Chariberta I., který sídlil v Paříži a byl jedním vnuků Chlodvíka I. Podle Řehoř z Tours byla královna Ingoberga, Charibertova první a legitimní manželka znechucena touto situací a vyprovokovala skandál. Charibert ji zapudil a oženil se s oběma sestrami, pravděpodobně se nejednalo o konkubinát.
Merofleda je předpokládanou matkou Berthefledy, dcery Chariberta I. Berthefleda se stala jeptiškou v Toursu.